# مان (رتبة عسكرية)
مان (اللغة الألمانية لكلمة «رجل» أو «ذكر»)، كانت رتبة شبه عسكرية تستخدمها عدة منظمات شبه عسكرية تابعة للحزب النازي بين عامي 1925 و1945. ويرتبط هذا الرتبة غالبًا بشوتزشتافل (SS-Mann)، ولكنها كانا أيضًا رتبة في كتيبة العاصفة، حيث كانت رتبة مان (SA-Mann) هي أدنى رتبة مسجلة وكان ما يعادلها رتبة جندي.  
في عام 1938، مع صعود إس إس-فافوغن شتوبر (أعيدت تسميتها لاحقًا بفافن إس إس)، غيّرت شوتزشتافل رتبة مان إلى شوتزا، على الرغم من أنها لا تزال تحتفظ برتبة شوتزشتافل الأصلية لمان لألجيماينه إس إس.
في معظم منظمات الحزب النازي، لم يكن لرتبة مان أي شارة مميزة. ومع ذلك، منحت بعض المجموعات شكلاً بسيطًا من الشارة مثل رقعة طوق فارغة أو لوحة كتف بسيط للدلالة على رتبة مان. 

## شارة
- SS-Mann (Allgemeine SS) و SS-Schütze (Waffen-SS) ، حزام الكتف
- SS-Mann / SS-Schütze ، رقعة طوق (1940-1945)
- بقع SA Gorget
- رقعة طوق RBL  (Luftschutztruppmann)
- تصحيح NSFK Gorget
- التصحيح NSKK Gorget
- RAD Gorget patch
(Arbeitsmann)
- TeNo shoulder strap
- بوست شوتز Gorget patch
(Postschutzmann)

## روابط خارجية
- قتل رجل SS في عام 1943